# Бранислав Јовин
Бранислав Јовин (Оџаци, 8. август 1935 — Београд, 7. септембар 2018) био је српски архитекта и урбанистички планер. Постао је један од кључних представника модерне српске архитектуре након пројектовања зграде Урбанистичког завода града Београда 1970. Његова супруга Марија Јовин (1934–2018) била је такође признати архитекта са којом је учествовао на бројним пројектима.

## Биографија
Завршивши гимназију у Новом Саду 1954, студира у Београду и дипломира на Архитектонском факултету 1960. године. По завршетку студија запошљава се у Урбанистичком заводу града Београда (1960–69) где ради као главни урбаниста. Од 1970. до 2000. делује у Заводу за изградњу града, једно време као саветник и помоћник директора Сектора за метро те као главни пројектант и руководилац пројекта “Метро Београд” (1973–82. и 1986–2000). Значајан део своје стваралачке енергије посветио је промишљању и разради, а потом и промоцији и борби за изградњу београдског метроа. Био је заговорник “урбанистичког преокрета” којим би се, насупрот ретроградном аутомобилско-трамвајском урбанизму, реафирмисао урбанизам Београда са метро-системом. Ангажовао се и на великим инфраструктурним подухватима попут пројектовања ауто-пута кроз Београд. Бавио се архитектонским и урбанистичким пројектовањем, као и партерном архитектуром, посебно уређењем пешачких зона и слободних површина. Успешно је учествовао на бројним архитектонским и урбанистичким конкурсима. Носилац је две Октобарске награде града Београда (1967, 1971), републичке награде дневног листа “Борба” (1970) и Велике награде за архитектуру (1991), која се додељује за изузетан стваралачки допринос у области архитектуре и урбанизма. Био је члан Управног одбора Академије архитектуре Србије.
Јовин је преминуо у септембру 2018. године, само неколико месеци након своје супруге Марије. Урна са његовим пепелом положена је у Алеји заслужних грађана на Новом гробљу у Београду.

## Архитектонска и урбанистичка остварења[4]
- Зграда Скупштине општине Нови Београд (са С. Максимовићем, 1961–64, доградња 1973)
- Зграда Урбанистичког завода града Београда на углу Улице 29. новембра и Палмотићеве број 1 (1970)
- Уређење обале Саве, “Савски кеј” (1967)
- Пројекат “Метро-Београд” (1973–82)
- Уређење пешачке зоне Кнез Михаилове улице и дела Трга Републике (1987–88)
- Уређење слободних површина испред хотела “Југославија” (1968)
- Уређење слободних површина око Центра “Сава” (1977)
- Уређење слободних површина око музеја “25. мај” у Београду (са Маријом Јовин, 1978–81)
- Уређење дворишта Капетан-Мишиног здања (1990), све у Београду
- Трг слободе са пешачком улицом “Победе” у Нишу (1991–95)
- Улица Модене у Новом Саду (конкурсни пројекат, 1995)
- Градски трг са градским парком у Зајечару (1996)
- Чесма у ул. Јована Дучића у Требињу (1996)
- Трг партизана у Ужицу (конкурс, 1999)
- Каленићева пијаца у Београду (конкурсно решење, 2000)
- Старо градско језгро Земуна са метро-станицама (конкурсно решење, 2002)
- Градски трг у Зрењанину (конкурсно решење, 2003)
- Трг Републике у Београду са укрсном станицом метроа (конкурс, 2004)
- Славија са пешачком улицом Краља Милана (конкурсно решење, 2005)
- Трг младости са пешачком улицом у Брчко дистрикту (2006)
- Уређење пешачке зоне у Змај Јовиној, Чика Љубиној, Обилићевом венцу и Рајићевој улици у Београду (2005–08)
- Реконструкција Народног музеја у Београду (идејно решење, анализа и доградња, 2010), и друго.